# Pons Fabricius
De Pons Fabricius (Ital. Ponte Fabricio; Nederl. Brug van Fabricius) is de oudste brug in oorspronkelijke staat van Rome. Zij verbindt het Tibereiland in het noorden met het vasteland van Rome. Volgens Cassius Dio is hij gebouwd in 62 v.Chr.. Een inscriptie op een van de bogen vermeldt dat de brug is gebouwd door een zekere Lucius Fabricius:
L(ucius) FABRICIVS C(ai) F(ilius) CVR(ator) VIAR(um)

FACIVNDVM COERAVIT

Lucius Fabricius, zoon van Gaius, opziener van de wegen,

De brug is 62 meter lang, heeft twee grote bogen, die rusten op een middenpijler, waarin zich een kleine boog bevindt, die bij hoogwater de waterdruk kan verminderen. De brug verbindt het Tibereiland met het centrum van de stad, ter hoogte van de zuidpunt van het Marsveld. Hij is grotendeels gemaakt van tufsteen, maar is afgewerkt met baksteen en travertijn.
Op het begin van de brugleuningen aan de stadskant staan twee vierhoofdige hermen met Januskoppen. Hiernaar heet de brug in het Italiaans ook wel Ponte dei Quattro Capi (Brug van de vier hoofden).
De weg over de brug gaat aan de zuidzijde van het eiland over de Pons Cestius naar de rechteroever van de Tiber.
Ponte di Castel Giubileo · Ponte Tor di Quinto · Ponte Flaminio · Ponte Milvio · Ponte Duca d'Aosta · Ponte della Musica · Ponte del Risorgimento · Ponte Giacomo Matteotti · Ponte Pietro Nenni · Ponte Regina Margherita · Ponte Cavour · Ponte Umberto I · Ponte Sant'Angelo · Ponte Vittorio Emanuele II · Ponte Principe Amedeo Savoia Aosta · Ponte Giuseppe Mazzini · Ponte Sisto · Ponte Garibaldi · Ponte Fabricio en Ponte Cestio · Ponte Rotto · Ponte Palatino · Ponte Sublicio · Ponte Testaccio · Ponte San Paolo · Ponte dell'Industria · Ponte Guglielmo Marconi · Ponte della Magliana · Ponte di Mezzocammino · Ponte Tor Boacciana